# (17651) Tajimi
(17651) Tajimi – planetoida z pasa głównego asteroid okrążająca Słońce w ciągu 3,83 lat w średniej odległości 2,45 j.a. Odkryli ją Takashi Mizuno i Toshimasa Furuta 3 listopada 1996 roku w Tajimi.